# Mandy Loots
Pour les articles homonymes, voir Loots.
Amanda Toni "Mandy" Loots, née le 3 août 1978 à Gwelo, est une nageuse sud-africaine.
Elle participe à trois éditions des Jeux olympiques (1996, 2000 et 2008) et remporte de nombreuses médailles sur le plan continental.

## Palmarès

### Championnats d'Afrique
- Médaille d'or du 100 mètres dos en 2008 à Johannesbourg
- Médaille d'or du 200 mètres dos en 2010 à Casablanca
- Médaille d'or du 50 mètres papillon en 2012 à Nairobi
- Médaille d'or du 50 mètres papillon en 2008 à Johannesbourg
- Médaille d'or du 50 mètres papillon en 2002 au Caire
- Médaille d'or du 100 mètres papillon en 2012 à Nairobi
- Médaille d'or du 100 mètres papillon en 2008 à Johannesbourg
- Médaille d'or du 200 mètres papillon en 2012 à Nairobi
- Médaille d'or du 200 mètres papillon en 2010 à Casablanca
- Médaille d'or du 200 mètres quatre nages en 2012 à Nairobi
- Médaille d'or du 200 mètres quatre nages en 2008 à Johannesbourg
- Médaille d'or du 200 mètres quatre nages en 2010 à Casablanca
- Médaille d'or du 400 mètres quatre nages en 2002 au Caire
- Médaille d'or du relais 4 × 100 mètres nage libre en 2010 à Casablanca
- Médaille d'or du relais 4 × 100 mètres quatre nages en 2012 à Nairobi
- Médaille d'or du relais 4 × 100 mètres quatre nages en 2008 à Johannesbourg
- Médaille d'argent du 100 mètres papillon en 2010 à Casablanca
- Médaille d'argent du 400 mètres quatre nages en 2012 à Nairobi
- Médaille d'argent du relais 4 × 100 mètres nage libre en 2008 à Johannesbourg

### Jeux africains
- Médaille d'or du 200 mètres dos en 1999 à Johannesbourg
- Médaille d'or du 50 mètres papillon en 2007 à Alger
- Médaille d'or du 100 mètres papillon en 2011 à Maputo
- Médaille d'or du 100 mètres papillon en 2007 à Alger
- Médaille d'or du 100 mètres papillon en 1999 à Johannesbourg
- Médaille d'or du 100 mètres papillon en 1995 à Harare
- Médaille d'or du 200 mètres papillon en 2011 à Maputo
- Médaille d'or du 200 mètres papillon en 2007 à Alger
- Médaille d'or du 200 mètres papillon en 1999 à Johannesbourg
- Médaille d'or du 200 mètres quatre nages en 1999 à Johannesbourg
- Médaille d'or du 400 mètres quatre nages en 1999 à Johannesbourg
- Médaille d'or du 4 × 100 mètres nage libre en 2007 à Alger
- Médaille d'or du 4 × 100 mètres quatre nages en 2011 à Maputo
- Médaille d'or du 4 × 100 mètres quatre nages en 2007 à Alger
- Médaille d'or du 4 × 100 mètres quatre nages en 1999 à Johannesbourg
- Médaille d'or du 4 × 100 mètres quatre nages en 1995 à Harare
- Médaille d'argent du 50 mètres dos en 2011 à Maputo
- Médaille d'argent du 200 mètres dos en 2011 à Maputo
- Médaille d'argent du 50 mètres papillon en 2011 à Maputo
- Médaille d'argent du 200 mètres quatre nages en 2011 à Maputo

### Jeux du Commonwealth
- Médaille d'argent du 100 mètres papillon en 2002 à Manchester
- Médaille d'argent relais 4 × 100 mètres quatre nages en 2002 à Manchester

## Distinctions individuelles
- Nageuse africaine de l'année en 2010